# القطیلبیه
القطیلبیة (به عربی: القطیلبیة) یک منطقهٔ مسکونی در سوریه است که در استان لاذقیه واقع شده‌است.

## خصوصیات
القطیلبیة ۵٬۵۶۶ نفر جمعیت دارد.